# El-Hobagi
El-Hobagi ist ein Dorf im heutigen Sudan in dessen Nähe ein nach-meroitischer Friedhof liegt. El-Hobagi liegt ca. 50 Kilometer flussaufwärts von Meroe auf der Westseite des Nils, nahe dem 6. Katarakt.
Bei el-Hobagi wurden eine Reihe von großen Tumulusgräbern gefunden, die in die Zeit nach dem Untergang des meroitischen Reiches aber vor der Christianisierung Nubiens datieren.
Die Grabhügel, die von einem französischen Team ausgegraben wurden, enthielten noch reiche Beigaben, worunter sich viele Waffen, wie Schwerter, Lanzen, Pfeile und Bogen befanden. Die Toten lagen auf einem Bett und waren von zahlreichen Gefäßen umgeben. Es fand sich aber auch eine Bronzeschale, die eine der letzten meroitischen Inschriften aufweist und mit landwirtschaftlichen Szenen dekoriert war. Es konnte das Wort qore – König – gelesen werden. Dies und die Größe der Anlagen lässt vermuten, dass hier lokale Könige in der Nachfolge des meroitischen Reiches bestattet wurden. Anhand der Gefäßbeigaben konnte nachgewiesen werden, dass man noch dem meroitischen Glauben folgte.
Anhand der Funde an diesem Ort wurde vermutet, dass nach der Aufgabe von Meroe im vierten nachchristlichen Jahrhundert der Hof des Königs in die Gegend von el-Hobagi zog.